# James Edward Hepburn
James Edward Hepburn est un juriste et un ornithologue britannique, né en 1810 ou 1811 et mort en 1869.
Il émigre aux États-Unis d'Amérique vers 1852 et s’installe en Californie. Il voyage beaucoup et explore les côtes du Pacifique et dans les montagnes Rocheuses. Il fait commerce des oiseaux qu’il récolte. Sir William Jardine (1800-1874) et Spencer Fullerton Baird (1823-1887) étudient certaines de ses captures. Il est fréquemment cité dans A History of North American Birds par Baird, Thomas Mayo Brewer (1814-1880) et Robert Ridgway (1850-1929).
Il ne signe aucune publication scientifique. À sa mort, sa collection personnelle riche de 1 500 peaux représentant 330 espèces est conservée, pour l’essentiel, par l’université de Cambridge.

## Source
- Mearns Barbara & Mearns Richard (1998). The Bird Collectors. Academic Press (Londres) : xvii + 472 p.